# The Deep End Volume 1
 (janvier 2022).
Albums de Gov't Mule
Life Before Insanity
(2000) The Deep End Volume 2
(2002)
The Deep End Volume 1 est le 4e album studio du groupe américain Gov't Mule. Il est sorti le 23 octobre 2001 sur le label indépendant ATO Records et a été produit par Warren Haynes et Michael Barbiero.

## Historique
Après le décès de leur bassiste Allen Woody en août 2000, Warren Haynes et Matt Abts se demandèrent s'il devaient continuer où arrêter le groupe. La réponse fut ce premier volet d'une trilogie intitulé The Deep End qui comprend deux albums studio et un album en public, The Deepest End - Live In Concert.
La particularité de cet album, comme des deux suivants, est la présence d'un bassiste différent sur chaque titre. Ces bassistes étaient parmi ceux que Allen Woody appréciait le plus. On y trouve des bassistes venus de styles musicaux différents comme Jack Bruce, Flea ou Bootsy Collins.
Plusieurs invités comme Greg Allman ou John Scofield participent aussi à cet opus. Il se classa à la 128e place du Billboard 200 aux États-Unis.
Le deuxième Cd intitulé Hidden Treasures comprend 4 titres enregistrés en public dont la reprise de ZZ Top, Jesus Just Left Chicago.

## Liste des titres

### The Deep End Volume 1
| No  | Titre                                              | Auteur                                 | Bassiste        | Durée      |
| --- | -------------------------------------------------- | -------------------------------------- | --------------- | ---------- |
| 1.  | Fool's Moon                                        | Warren Haynes                          | Jack Bruce      | 5 min 50 s |
| 2.  | Life on the Outside                                | Haynes, Audley Freed                   | Larry Graham    | 3 min 45 s |
| 3.  | Banks of the Deep End                              | Haynes, Mike Gordon, Lintz             | Mike Gordon     | 5 min 55 s |
| 4.  | Down and Out in New York City                      | Chandler, De Vorzon                    | Flea            | 6 min 12 s |
| 5.  | Effigy (reprise de Creedence Clearwater Revival)   | John Fogerty                           | Mike Watt       | 9 min 06 s |
| 6.  | Maybe I'm a Leo (reprise de Deep Purple)           | Blackmore, Gillan, Glover, Lord, Paice | Roger Glover    | 6 min 06 s |
| 7.  | Same Price                                         | Haynes                                 | John Entwistle  | 3 min 34 s |
| 8.  | Soulshine                                          | Haynes                                 | Willie Weeks    | 7 min 43 s |
| 9.  | Sco-Mule                                           | Haynes                                 | Chris Wood      | 6 min 08 s |
| 10. | Worried Down With the Blues                        | Haynes, Allen Woody, Jaworowicz        | Oteil Burbridge | 8 min 40 s |
| 11. | Beautiful Broken                                   | Haynes, Danny Louis                    | Stefan Lessard  | 6 min 01 s |
| 12. | Tear Me Down                                       | Haynes                                 | Bootsy Collins  | 6 min 10 s |
| 13. | Sin's a Good Man's Brother (reprise de Grand Funk) | Mark Farner                            | Allen Woody     | 4 min 11 s |

### Hidden Treasures
| No | Titre                                       | Auteur                                 | bassiste     | Durée       |
| -- | ------------------------------------------- | -------------------------------------- | ------------ | ----------- |
| 1. | Blind Man in the Dark                       | Warren Haynes                          | Dave Schools | 7 min 06 s  |
| 2. | Fallen Down                                 | Haynes                                 | Dave Schools | 13 min 31 s |
| 3. | Jesus Just Left Chicago (reprise de ZZ Top) | Billy Gibbons, Dusty Hill, Frank Beard | Mike Gordon  | 10 min 02 s |
| 4. | Soulshine                                   | Haynes                                 | aucun        | 4 min 57 s  |

## Musiciens du groupe
- Warren Haynes : guitares, chant
- Matt Abts : batterie, percussions

## Invités
- Jack Bruce (Cream, BBA, West, Bruce & Laing...): basse et chant sur Fool's Moon
- Bernie Worrell (Funkadelic, Parliament...): claviers sur Fool's Moon, Sco-Mule et Tear Me Down
- Larry Graham (Sly and the Family Stone...): basse et chant sur Life on the Outside
- Audley Freed (The Black Crowes): guitare sur Life on the Outside
- Eddie Harsh (The Black Crowes) : orgue sur Life on the Outside
- Mike Gordon (Phish) : basse et chœurs sur Banks of the Deep End
- Danny Louis (futur Gov't Mule): orgue et Wurlitzer sur Banks of the Deep End et Beautiful Broken
- Flea (Red Hot Chili Peppers) : basse sur Down and Out in New York City
- Rob Barraco (Phil Lesh and Friends...) : orgue et Wurlitzer sur Down and Out...
- Keith Barry : saxophone ténor sur Down and Out...
- Dan Weinstein : trombone sur Down and Out...
- Mike Ulher : trompette sur Down and Out...
- Mike Watt (Minutemen, fIREHOSE...) : basse sur Effigy
- Jerry Cantrell (Alice in Chains) : chant sur Effigy
- Roger Glover (Deep Purple) : basse sur Maybe I'm a Leo
- Randall Bramblett : orgue sur Maybe I'm a Leo
- John Entwistle (The Who) : basse sur Same Price
- Page McConnell (Phish...) : claviers sur Same Price et Jesus Just Left Chicago
- Willie Weeks : basse sur Soulshine
- Little Milton : chant et guitare sur Soulshine
- Chuck Leavell (Allman Brothers Band) : claviers sur Soulshine, Blind Man in the Dark, Fallen Down et Jesus Just Left Chicago
- Chris Wood (Traffic, Medeski, Martin & Wood...) : basse sur Sco-Mule
- John Scofield : guitare sur Sco-Mule
- Otiel Burbridge (Allman Brothers Band...) : basse sur Worried Down With the Blues
- Gregg Allman : chant et claviers sur Worried Down...
- Derek Trucks(Allman Brothers Band : guitare slide sur Worried Down...
- Stefan Lessard (Dave Matthews Band...) : basse sur Beautiful Broken
- Bootsy Collins (Funkadelic, Parliament...) : basse et chant sur Tear Me Down
- Allen Woody (Gov't Mule) : basse sur Sin's a Good Man's Brother
- Dave Schools (Widespred Panic) : basse sur Blind Man in the Dark et Fallen Down

## Charts
| Pays                            | Durée du classement | Meilleur classement |
| ------------------------------- | ------------------- | ------------------- |
| États-Unis(Billboard 200)       | 1 semaine           | 128e                |
| États-Unis (Heatseekers albums) | 3 semaines          | 1er                 |